# 赤井秀一 (足球員)
赤井秀一（赤井 秀一/あかい しゅういち，Akai Shūichi，1981年9月2日—）是日本前職業足球員，司職中場，曾經效力過愛媛FC以及FC今治。現在是愛媛FC女子隊的總教練。

## 簡歷
赤井秀一生於1981年的北海道札幌市西區，早在小學時代已加入SSS運動協會參加U12、U15足球聯賽，同期生有足球員山瀬功治以及前輕蠅量級職業拳擊選手畠山昌人。就讀於札幌光星高中以及仙台大學時分別加入該校的足球協會。於2004年加入愛媛FC，直至2008年他於聯賽上陣41場，為全隊最多。於2011年，他成為全隊年紀最大、最有經驗的球員，因而被支持者稱為「Mr.愛媛FC」。後來在2013年約滿後，轉為與FC今治簽約，但於2015年退出FC今治。2016年，赤井秀一成為愛媛FC女子隊運動教練，兩年後出任總教練。2022年出任愛媛FC運動教練。

## 外部連接
- 赤井　秀一氏 （页面存档备份，存于）